# 項羽と劉邦 King's War
『項羽と劉邦 King's War』（こううとりゅうほう キングズ ウォー、原題：楚漢伝奇）は、2012年の中国のテレビドラマ。総制作費35億円。全80話。

## あらすじ
紀元前224年、楚の項燕が壮烈な戦死を遂げ、それを機に勢いづいた秦が天下を統一するところから始まる。始皇帝の時代、そして始皇帝の崩御とその後の政変、二世皇帝と趙高による暴政から中華全土で反乱が起き、その中から項羽と劉邦という2人の英雄が誕生する。やがて2人は強大な秦を滅ぼすが、次の王の座をめぐって激しく争う。その戦いに最終的に勝利した劉邦は皇帝となり、漢王朝を開くところまでが描かれている。
そして物語は、老いた劉邦と幼い孫の劉襄の会話で終わる。近いうちにこの世を去って一族の陵墓に入る定めの劉邦に対し、劉襄は「今度はお墓に住むの？と無邪気に尋ねる。
そして、宿敵項羽と盟友韓信に先立たれ、己もまた死期を悟った劉邦はこう答える。
「みんなそうだ、お前もいずれ住む・・・ここと、そんなに変わりはないのだ」

## キャストに関して
『項羽と劉邦 King's War』で起用されたキャストは、同じくガオ・シーシー監督による2010年に放送された『三国志 Three Kingdoms』で起用されたキャストが非常に多い。また『三国志 Three Kingdoms』と同じくキャストの使い回しも行われており、主役級の登場人物を演じている俳優が別の場面で「チョイ役」として登場していることもある。
| 俳優名               | 『項羽と劉邦』での配役 | 『三国志』での配役 |
| -------------------- | ---------------------- | ------------------ |
| ピーター・ホー       | 項羽                   | 呂布               |
| リー・イーシャオ     | 虞姫                   | 静姝               |
| シュー・マオマオ     | 項伯                   | 許攸               |
| イェ・ポン           | 鍾離昧                 | 姜維               |
| ファン・ユイリン     | 龍且                   | 孫堅               |
| イェン・ペイ         | 宋義                   | 袁術               |
| フォ・チン           | 張良                   | 魯粛               |
| カン・カイ           | 樊噲                   | 張飛               |
| ジー・チャンゴン     | 蒯徹                   | 劉表               |
| チャン・シーチェン   | 張耳                   | 華歆               |
| チョン・ウェイ       | 劉如意                 | 孫権（幼少時）     |
| ジェン・ティエンヨン | 呂太公                 | 王允               |
| ユー・ホーウェイ     | 始皇帝                 | 劉備               |
| ユー・ビン           | 胡亥                   | 曹丕               |
| シュー・ウェングァン | 趙高                   | 袁紹               |
| リー・ジェンシン     | 李斯                   | 荀彧               |
| チャン・シンファ     | 崇信                   | 法正               |
| ヤン・グァン         | 桓楚                   | 曹仁               |
| ソン・ライユン       | 王離                   | 黄忠               |
| チェン・フォン       | 章平                   | 曹彰               |

## スタッフ
- 監督：ガオ・シーシー（中国語版）
- 脚本：ワン・ハイリン、イエン・ガン

## 日本語版製作スタッフ
- 監修：上野隆三
- 翻訳：岩淵史江、藤田友香、古戸房子
- 演出：渋江博之
- 調整：加藤剛
- 制作：山口敦史
- ナレーション：土師孝也
- WOWOW担当：白戸洋行

## 楽曲
- オープニング 《大風吹》、 歌： 呂継宏（ルー・ジーホン）
- エンディング 《為愛而生》、歌： 宋祖英
- エンディング 《天下英雄》、歌： ハン・レイ（中国語版）
- プロモーション 《覇王命》、 歌： ピーター・ホー
- 挿入歌 《大風吹》、 歌： 闞立文

## 登場人物・キャスト

### 漢
- 劉邦（演：チェン・ダオミン、声：野島昭生）

ドラマの主人公の1人。元の名は季。反秦軍を率いて秦を倒す。後に項羽と戦い、勝利して前漢の初代皇帝となった。
後先考えずに行動して張良や蕭何に諌められることも多いが、仲間や部下の失態にも自ら責任を負い、敵に対しても思いやりをもって接するが故に人望が厚く、機転に富んだ人物。
- 蕭何（演：ヤン・リーシン、声：桂一雅）

元は秦の役人であったが、劉邦の挙兵に参加。劉邦とは同郷で付き合いが長く、時には彼に厳しい諫言を贈る良き理解者。主に補給や内政を担当する。
- 張良（演：フォ・チン（中国語版）、声：板取政明）

韓の貴族。始皇帝暗殺を謀るも失敗。劉邦の軍師となり、反秦から楚漢戦争において適切な助言を行なう。
- 韓信（演：ドアン・イーホン、声：及川ナオキ）

元は項羽軍の兵士であったが、項羽が秦軍の捕虜を虐殺したことに反発して軍籍から離れる。蕭何に軍才を認められて漢の大将軍となる。
- 呂雉（演：チン・ラン、声：寺井沙織）

劉邦の正妻。劉盈と劉楽の母。後の漢の呂后。
- 曹氏（演：ユー・ミンジャー、声：大井麻利衣）

劉邦の愛人。劉肥の母。
- 戚夫人（演：タン・イェン、声：榊原奈緒子）

劉邦の側室。劉如意の母。
- 満（演：ヤン・シャオヤン、声：有賀由樹子）

戚夫人の叔母。
- 薄姫（演：シュー・ヤン、声：小松茜）

元は魏豹の寵妃だったが、魏滅亡により劉邦の側室となる。
- 樊噲（演：カン・カイ（中国語版）、声：加藤清司）

劉邦の弟分で犬肉業者。劉邦と共に各地を転戦。
- 盧綰（演：ワン・ジーシー、声：金子修）

劉邦の幼馴染。
- 周勃（演：チャン・チョンハォ、声：野川雅史）

劉邦の部下。
- 雍歯（演：ユウ・ヨン、声：藤原貴弘）

劉邦の部下だが傲慢な性格で離反し彼と争う。度重なる造反によって当初は処刑されるはずだったが、張良の諌めを聞いた劉邦の恩赦で小沛を追われる。
- 審食其（演：ウー・ガン、声：竜門睦月）

劉邦の部下。呂雉や劉太公と共に項羽に捕えられる。
- 陳平（演：チャン・ジンユェン、声：砂山哲英）

元は項羽の配下だったが、劉邦に仕えて参謀として貢献する。
- 酈食其（演：シー・ウェイジエン、声：西谷修一）

劉邦の部下で高陽の儒学者。斉を味方にするため入国して田広らを説得する。しかし韓信の裏切りにより激怒した田広に煮殺された。
- 蒯徹（演：ジー・チャンゴン、声：田坂浩樹）

韓信の軍師。
- 彭越（演：ワン・シンジュン、声：河合みのる）

劉邦の部下。魏の宰相。
- 曹無傷（演：ワン・ジュン）

劉邦の部下。項羽に内通したため殺された。
- 紀信（演：ポン・グオビン、声：水越健）

劉邦の部下。劉邦の身代わりを務め項羽に捕えられて焼き殺された。
- 周苛（演：ジョン・ジンユェン）

劉邦の部下。項羽に敗れて捕らえられる。項羽から惜しまれて厚遇を条件に仕官するように求められるが、死を望んで煮殺された。
- 周昌（声：井木順二）

劉邦の部下。周苛の従兄弟。
- 灌嬰（演：ルー・ヨン）

劉邦の部下。
- 王陵（演：ビィ・ハイフォン）

沛県の豪族。母を犠牲にして劉邦を助ける。
- 随何（演：ヤン・ユィチョン）

張良が見出した儒者で、英布を調略する。
- 嫻（演：郭柯彤）

夏侯嬰の許嫁。呂雉らと共に楚の陣営から脱走したが鍾離昧に弓で射殺された。
- 尾生（演：ワン・プー、声：矢野正明）

劉邦の部下。食糧を奪う際に誤って老人を殺害してしまったため、軍規に従って自害した。
- 呂太公（演：ジェン・ティエンヨン（中国語版）、声：佐々木敏）

呂雉と呂嬃の父。
- 呂沢（演：レン・ミンシォン、声：徳本英一郎）

呂雉の兄。劉邦の部下。
- 呂嬃（中国語版）（演：シュー・ジャンチュゥ）

呂雉の妹。樊噲の妻。
- 劉太公（演：リウ・ツーフォン、声：加地謙太）

劉邦の父親。項羽に捕えられる。
- 劉夫人（演：リュウ・ジンシー）

劉邦の母。
- 劉家の長男（演：楊軍）

劉邦の長兄。
- 劉家の次男（演：路国奇）

劉邦の次兄。
- 劉家の兄嫁（演：田玲）

劉邦の次兄の妻。
- 劉肥（演：廖見恒）

劉邦と曹氏の息子。後に斉王となる。
- 劉楽（演：小魚児）

劉邦と呂雉の娘。劉盈の姉。後の魯元公主。
- 劉盈（演：小西瓜、声：大津愛理）

劉邦と呂雉の息子。後の前漢の二代皇帝・恵帝。
- 劉如意（演：鄭偉（チョン・ウェイ））

劉邦と戚夫人の子。
- 劉襄

斉王となった劉肥の息子であり劉邦の孫。
- 蕭禄(演：劉小震)

蕭何の息子。
- 満(演：楊力蕲)

戚夫人のおば。劉邦の妻となった戚夫人に仕え、呂稚を陥れるために度々策謀を巡らす。

### 楚
- 項羽（演：ピーター・ホー、声：内田夕夜）

ドラマの主人公の1人。秦を倒し、西楚の覇王を称する。
作中屈指の豪傑で、楚の天下統一に燃える一本気な性格ながら、敵や自分の意に沿わないものには苛烈きわまりない態度を取るため、范増をはじめとする部下の離脱や世間からの悪評を招く。それでも秦兵ら敵軍の捕虜たちの大量虐殺の際は表向きは世間に楚軍と敵対することの見せしめとして堂々としていたが、虞姫の前では本心を明かして涙するなど人間らしさも見せている。
- 范増（演：スン・ハイイン（中国語版）、声：中博史）

項羽の軍師。齢70を超える老人。劉邦の排除を項羽に進言する。しかし離間の策に嵌った項羽に疑われて憤死した。
- 虞姫（演：リー・イーシャオ（中国語版）、声：中道美穂子）

項羽の寵姫。
- 項伯（演：シュー・マオマオ、声：藤沼建人）

項羽の叔父。張良の親友。
- 英布（演：フー・ドン（中国語版）、声：咲野俊介）

驪山の囚人だったが章邯に見出されて秦軍の将となる。後に脱走して項羽軍の将となり、秦滅亡後は功労により王位を与えられた。
- 項荘（演：ツァイ・イーダー、声：水越健）

項羽の従弟。
- 項梁（演：ジュー・イェンピン、声：土師孝也）

項羽の叔父。項羽の育ての親でもあり、彼に兵法を説く。楚軍を率いて秦討伐を行なうが、章邯に敗れて戦死。
- 虞子期（演：ヤン・ズードゥオ、声：寸石和弘）

楚の将軍。虞姫の兄。
- 季布（演：リー・ユエン、声：宮本淳）

楚の将軍。元秦軍の一兵卒だったが、項梁たちに説得され楚軍に帰順する。
- 鍾離昧（演：イエ・ポン、声：綿貫竜之介）

楚の将軍。元秦軍の一兵卒だったが、項梁たちに説得され楚軍に帰順する。
- 龍且（演：ファン・ユィリン、声：徳本英一郎）

楚の将軍。
- 懐王（演：ジェン・チェンムー、 声：三浦圭介）

項梁が擁立した傀儡の楚王。後に項羽により義帝として祭り上げられ、最後は項羽の意を受けた鍾離昧に殺された。
- 緑衣（演：リー・フェァ、声：大井麻利衣）

虞姫の下女。
- 項狄（演：チィゥ・ユンフェ）

項羽の部下。虞姫の父を殺害した事が露見し趙に逃げたが自刃する。
- 宋義（演：イェン・ペイ）

楚の将軍。項羽に殺される。
- 宋襄（演：シャン・ユェ）

宋義の息子。
- 桓楚（演：ヤン・グァン）

楚の将軍。
- 余英（演：トン・リャン）

桓楚の弟。
- 若姜（演：コン・シャオロン）

咸陽で虞姫に助けられ義理の姉妹となる。項羽の政略で英布の妻となる。
- 蒲将軍（演：リー・ガン）

楚の将軍。
- 曹咎（演：ソン・リー）

楚の将軍。
- 武渉（演：ウェン・ハイフォン）

楚の外交官。韓信と同郷で項羽に斉に派遣される。
- 丁公（演：リー・ヤーティェン）

楚の将軍。劉邦を討ち取る寸前まで至るが見逃す。

### 秦
- 始皇帝（演：ユー・ホーウェイ（中国語版）、声：家中宏）

秦の初代皇帝。巡幸中に重病になり、長男の扶蘇を世継とする遺詔を残して崩御する。
- 趙高（演：シュー・ウェングァン、声：野川雅史）

秦の宦官。始皇帝に寵愛されるが、死後は遺詔を改竄して胡亥を二世皇帝に擁立して実権を握る。政敵を殺し、敵と内通するなど傍若無人を繰り広げたが、自らが新たに擁立した子嬰に殺された。
- 李斯（演：リー・ジェンシン、声：栗田圭）

秦の丞相。始皇帝の死後、趙高に唆されて遺詔改竄に協力する。秦に対する反乱が起こると胡亥を諌めようとしたが、趙高の罠により捕らえられて一族もろとも死刑とされた。
- 胡亥（演：ユー・ビン、声：内田岳志）

秦の二世皇帝。始皇帝の末子。趙高の操り人形で反乱が起こる中で遊興を続けた。鉅鹿で秦軍が大敗すると実情を悟って趙高を詰問し自ら指揮を執ろうとするが、趙高の命令を受けた閻楽に自害を強要された。
- 子嬰（演：ワン・ロンホア、声：對馬大輝）

始皇帝の孫。扶蘇の子。晨曦の弟。胡亥の跡を継ぐ秦王として趙高に擁立される。劉邦に降伏し、最後は項羽により自害を強要された。
- 章邯（演：ツァオ・ウェイユィ、声：荒井勇樹）

秦の将軍。反秦の乱が起こると囚人を中心とした大軍を率いて反乱を鎮圧する。しかし項羽に敗れ、趙高に追い詰められて投降。秦滅亡後は雍王となるが、韓信に敗れて壮烈な戦死を遂げた。
- 司馬欣（演：ウー・シャオドン、声：株田裕介）

秦の将軍。章邯の副将。章邯と共に項羽に降伏。後に塞王となる。劉邦に1度は降伏するが、後に項羽に帰参。離間の策にはまった項羽に疑われて自害した。
- 晨曦（演：シャオスーチンガォワー、声：市川ひかる）

扶蘇の娘。子嬰の姉。章邯の妻。趙高の暗殺に失敗し自害する。
- 王離（演：ソン・ライユン、声：天田益男）

秦の将軍。
- 幼公主（演：ワン・ミン、声：幸田夢波）

子嬰の娘。晨曦に匿われて育てられる。子嬰と共に趙高を殺害した。
- 韓談（演：リウ・ヨン、声：菊池康弘）

秦の宦官。胡亥の自害を見送った後、子嬰と共に趙高暗殺に加わった。
- 扶蘇（演：イエ ・シャオミン、声：矢野正明）

始皇帝の長男。
- 趙成（演：コン・ポー）

趙高の弟。宮中の密偵を務める。
- 蘇角（演：リー・チョンフォン）

秦の将軍。
- 閻楽（演：チン・ユーグァン）

趙高の娘婿。趙高の命令で胡亥殺害を実行した。
- 叔孫通（演：リュウ・グァンホウ）

秦の重臣。
- 李斯の息子（演：スン・ァルチェン）

李斯と共に趙高により処刑される。
- 燭花（演：スン・ジャチー、声：大津愛理）

晨曦腹心の女官。
- 崇信（演：チャン・シンファ、声：徳本英一郎）

秦の宦官。趙高の暗殺に失敗し射殺される。
- 殷通（演：ワン・ウェイグォ、声： 中村浩太郎）

会稽郡の郡守。
- 公子高（演：ルォ・ミン）

始皇帝の公子。胡亥の兄。
- 淳于越（演：ワン・イー）

秦の儒者。
- 章平（演：リー・ゲン）

章邯の弟。
- 沛県県令（演：リー・イェンション）
- 南陽郡守（演：チョウ・イーイン）

### 斉
- 田広（演：リン・フォン、声：辻親八）

斉王。田栄の子。田横の甥。
- 田横（演：グオ・ウェンシュエ、声：丸山壮史）

斉の宰相。田広の叔父。

### 趙
- 趙歇（演：スー・マオ、声：相沢まさき）

趙王。
- 李左車（演：シー・イエンジン、声：長克巳）

趙の武将。後に漢に仕官。
- 張耳（演：チャン・シーチェン、声：菊池康弘）

趙の武将。陳余と反目して趙を追われ、漢の武将となる。
- 陳余（演：シュー・フォンニェン、声：岩崎ひろし）

趙の武将。張耳を追って趙の政権を握るが、韓信に敗れて戦死。
- 李良（演：ジゥ・ヨウウェイ、声：大川透）

趙の武将。趙王一族に侮辱されて謀反を起こす。後に秦に投降した。

### 魏
- 魏豹（演：チョイ・カムコン、声：鏡優雅）

魏王。妻の薄姫に操られる。魏滅亡後は劉邦の部下となるが、項羽に内通しようとしたため周苛に殺された。
- 剛武侯（演：フー・ジンペイ、声：一ノ渡宏昭）

魏豹の部下。

### その他
- 滄海君（演：ロン・ウー、声：高宮武郎）

張良と共に始皇帝の暗殺を企てる。
- 季桃（演：リュウ・ユウユウ、声：岡村悠加）

韓信に興味をよせる女性。
- 酈鳶（演：ミャオ・ルォイー、声：島形麻衣奈）

咸陽で韓信に嫁として助けられ買われる。
- 娥妹（演：ワン・ズートン、声：園崎未恵）

斉を平定した韓信の世話を担当した女性。

## 各話タイトル
- 第1話 始皇帝巡幸
- 第2話 楚人の誇り
- 第3話 劉邦、嫁を取る
- 第4話 水源抗争
- 第5話 焚書坑儒
- 第6話 故郷の馬
- 第7話 項羽の恋
- 第8話 韓信の股くぐり
- 第9話 始皇帝死す
- 第10話 二世皇帝即位
- 第11話 赤帝の子
- 第12話 蕭何からの手紙
- 第13話 項梁の決断
- 第14話 皇帝の影
- 第15話 沛公となる
- 第16話 鹿を指して馬と為す
- 第17話 李丞相の最後
- 第18話 項羽大将軍
- 第19話 章邯出撃
- 第20話 晨曦の想い
- 第21話 沛県を守れ
- 第22話 范増の策
- 第23話 2つの出会い
- 第24話 項梁軍に合流す
- 第25話 偽りの敗戦
- 第26話 襄城での虐殺
- 第27話 閉じ込められた姫君
- 第28話 項梁逝く
- 第29話 揺れる女たち
- 第30話 武安侯となる
- 第31話 虞子期との再会
- 第32話 懐王との約束
- 第33話 宋義の罪
- 第34話 高陽の儒学者
- 第35話 趙高暗殺計画
- 第36話 破釜沈船
- 第37話 鉅鹿の戦い
- 第38話 胡亥、夭逝す
- 第39話 降将 章邯
- 第40話 趙高誅殺
- 第41話 法三章
- 第42話 秦兵の反乱
- 第43話 咸陽からの撤退
- 第44話 鴻門の会
- 第45話 咸陽炎上
- 第46話 巴蜀の王
- 第47話 さらば項軍
- 第48話 酒蔵の密談
- 第49話 韓信大将軍
- 第50話 再び関中へ
- 第51話 家族の絆
- 第52話 章邯、散る
- 第53話 戚夫人の出産
- 第54話 義帝暗殺
- 第55話 彭城占拠
- 第56話 東からの奇襲
- 第57話 竜の腕輪
- 第58話 故郷への逃走
- 第59話 蕭何、劉邦を叱る
- 第60話 戻らぬ韓信
- 第61話 魏国陥落
- 第62話 九江王への使者
- 第63話 燃やされた旗
- 第64話 背水の陣
- 第65話 黄金四万斤
- 第66話 虞姫の誤解
- 第67話 項羽の疑心
- 第68話 范増との別れ
- 第69話 漢王の身代わり
- 第70話 釜茹でにされた儒学者
- 第71話 楚と斉の同盟
- 第72話 仮の斉王
- 第73話 劉邦、射られる
- 第74話 迫られる決戦
- 第75話 楚への寝返り
- 第76話 破られた盟約
- 第77話 韓信、出陣す
- 第78話 垓下の戦い
- 第79話 覇王別姫
- 第80話 漢の礎